# Frederikssund
Frederikssund est une municipalité du département de Frederiksborg, au nord est de l'île de Sjælland au Danemark.
À la suite d'une réforme des municipalités en 2007, ont été incorporées huit villes et villages à Frederikssund, dont Slangerup, Jaergerspris et Skibby.

## Personnalités liées à la ville
- Le sculpteur Jens Galschiot qui y est né en 1954.